# Didivșciîna, Fastiv
Didivșciîna (în ucraineană Дідівщина) este localitatea de reședință a comunei Didivșciîna din raionul Fastiv, regiunea Kiev, Ucraina.

## Demografie
Componența lingvistică a localității Didivșciîna
     Ucraineană (94,67%)
     Rusă (5,08%)
     Alte limbi (0,24%)
Conform recensământului din 2001, majoritatea populației localității Didivșciîna era vorbitoare de ucraineană (94,67%), existând în minoritate și vorbitori de rusă (5,08%).